# Anomalon canoae
Anomalon canoae är en stekelart som beskrevs av Ian D. Gauld och Bradshaw 1997. Anomalon canoae ingår i släktet Anomalon och familjen brokparasitsteklar. Inga underarter finns listade i Catalogue of Life.